# Tătărăni
Tătărăni là một xã thuộc hạt Vaslui, România. Dân số thời điểm năm 2002 là 2564 người.